# Hernando Money
Hernando Money (Holmes megye, 1839. augusztus 26. – Biloxi, 1912. szeptember 18.) az Amerikai Egyesült Államok szenátora (Mississippi, 1897–1911).